# Sávio Pereira Sampaio
Sávio Pereira Sampaio (nascido em 10 de junho de 1985), é um árbitro de futebol brasileiro.

## Carreira
Natural de Brasília, Sávio Sampaio iniciou a carreira como árbitro em 2010, tornando-se dirigente da Federação de Futebol do Distrito Federal em 2012.
Em 2016, conseguiu o ingresso na CBF e se transferiu para a federação goiana. Em 2022, ingressou no quadro de árbitros da Federação Internacional de Futebol (FIFA) e realizou sua primeira arbitragem internacional na Copa Sul-Americana, na partida Metropolitanos x Montevideo Wanderers. Em 2023 foi um dos indicados ao Campeonato Sul-Americano Sub-17 de 2023.
Em 2024, por não conseguir manter um desempenho regular na temporada anterior, foi substituido por Rafael Klein do quadro de árbitros da FIFA.

## Vida pessoal
Sávio é irmão mais novo do também árbitro Wilton Pereira Sampaio, com quem já trabalhou como quarto árbitro ou assistente do VAR em diversas ocasiões.